# Szumma (album)
A Szumma a magyar Blind Myself együttes válogatásalbuma, amely a zenekar fennállásának 15. évfordulója alkalmából 2010-ben jelent meg szerzői kiadásban a Hammerworld magazin CD-mellékleteként.
A lemezre a régi dalok mellett egy új szám, a Mosquitoes of Hate, és két feldolgozás is felkerült. Legutóbbi albumukról két dal is új változatban hallható a válogatáson: a Jószándék kövei angol szöveggel (Deal Broker), a remixelt Fata Morgana pedig Péterfy Bori közreműködésével. A kilencvenes években megjelent két anyagról felkerült dalokat (Kain, Horrified by the Sun, Circle of Pain) a zenekar újra rögzítette a válogatáshoz.

## Az album dalai
1. Lost In Time (feat. Téglás Zoltán) (2:38)
2. Pomogácsok (3:17)
3. Mosquitoes of Hate (3:38)
4. Kain, 2010 (rebooted) (3:26)
5. Deal Broker (2:46)
6. Megszentségteleníthetetlenségeskedeseitekért (2:03)
7. Horrified by the Sun, 2010 (rebooted) (4:47)
8. Go Get a Life! (2:07)
9. Circle of Pain, 2010 (rebooted) (3:11)
10. Legyek (3:41)
11. Worst-Case Scenario (4:43)
12. Ancient Scream Therapy (feat. Danni Powell) (3:09)
13. The Buried Alive Exercise (feat. Berger Dalma) (6:15)
14. 4. fejezet: Cezarománia (4:09)
15. Left Hand Paints (3:24)
16. Sólyomszemmel (feat. Pálinkás Tamás) (4:58)
17. Nem megy a hegyhez (3:29)
18. Lava (5:49)
19. Hegyek között (Beatrice-feldolgozás) (3:26)
20. Maradj már (ős-Bikini-feldolgozás) (2:34)
21. Fata Morgana 2. (feat. Péterfy Bori) (3:38)

## Közreműködők
| - Tóth Gergely – ének (1-21) 2008–2010 - Édes Gergő – gitár (2-7, 9, 10, 14, 17, 19, 20) - Horváth István – gitár (2-7, 9, 10, 14, 17, 19, 20) - Bodnár Péter – basszusgitár (1-3, 5, 6, 8, 10, 12-14, 16, 17) - Zahorán Csaba – basszusgitár (4, 7, 9, 19, 20) - Jankai Valentin – dobok (2-7, 9, 10, 14, 17, 19, 20) | 2002–2008 - Szalkai Tibor – gitár (1, 8, 11-13, 15, 16) - Szabó László – dobok (1, 12, 13, 16) - Kolozsi Péter – basszusgitár (11, 15, 18) - Ivánfi Dániel – dobok (11, 15) 2002 - Molnár Gábor – gitár, ének (18) - Gerry White – dobok (18) - Dobai Dénes – samplerek (18) |